# Elaeocarpus rufovestitus
Elaeocarpus rufovestitus är en tvåhjärtbladig växtart som beskrevs av John Gilbert Baker. Elaeocarpus rufovestitus ingår i släktet Elaeocarpus och familjen Elaeocarpaceae. Inga underarter finns listade i Catalogue of Life.